# 放送大学教育振興会
一般財団法人放送大学教育振興会（ほうそうだいがくきょういくしんこうかい、英語: Foundation for the Promotion of the Open University of Japan）は、放送を利用して教育を行う大学の教育研究の実施に協力するとともに、その普及振興に寄与することを目的とする一般財団法人。元文部科学省高等教育局高等教育企画課の所管。

## 概要
主要事業は、放送による大学教育用の教材の製作・出版・発行。放送大学の講義科目で用いられる印刷教材（テキスト・教科書）を扱っているほか、放送大学のビデオ教材（映像教材）の発行なども行っている。
なお、閉講した科目の印刷教材は原則絶版となるが、一部はアンコールブックスとして閉講後も継続販売されることがある。
放送大学の印刷教材の販売については日本放送出版協会に委託している。また、放送教材映像のDVDについては丸善出版に販売を委託している。

## 沿革
- 1984年（昭和59年）4月 - 任意団体として設立
- 1985年（昭和60年）12月 - 財団法人化（文部省所管）
- 1989年（平成元年）4月27日 - 大学出版部協会 加盟
- 2005年（平成17年）3月31日 - 大学出版部協会 退会
- 2012年（平成24年）10月1日 - 一般財団法人化